# Epichorista phaeocoma
Epichorista phaeocoma es una especie de polilla del género Epichorista, categorizada en la tribu Archipini, de la subfamilia Tortricinae.

## Distribución
Se distribuye por África: en Malaui, en la meseta de Mulanje.

## Taxonomía
Fue descrita por Edward Meyrick en 1914.
Tratamiento taxonómico
La especie aparece registrada y publicada en Exotic microlepidoptera 1: 195.